# San Simón (ser)

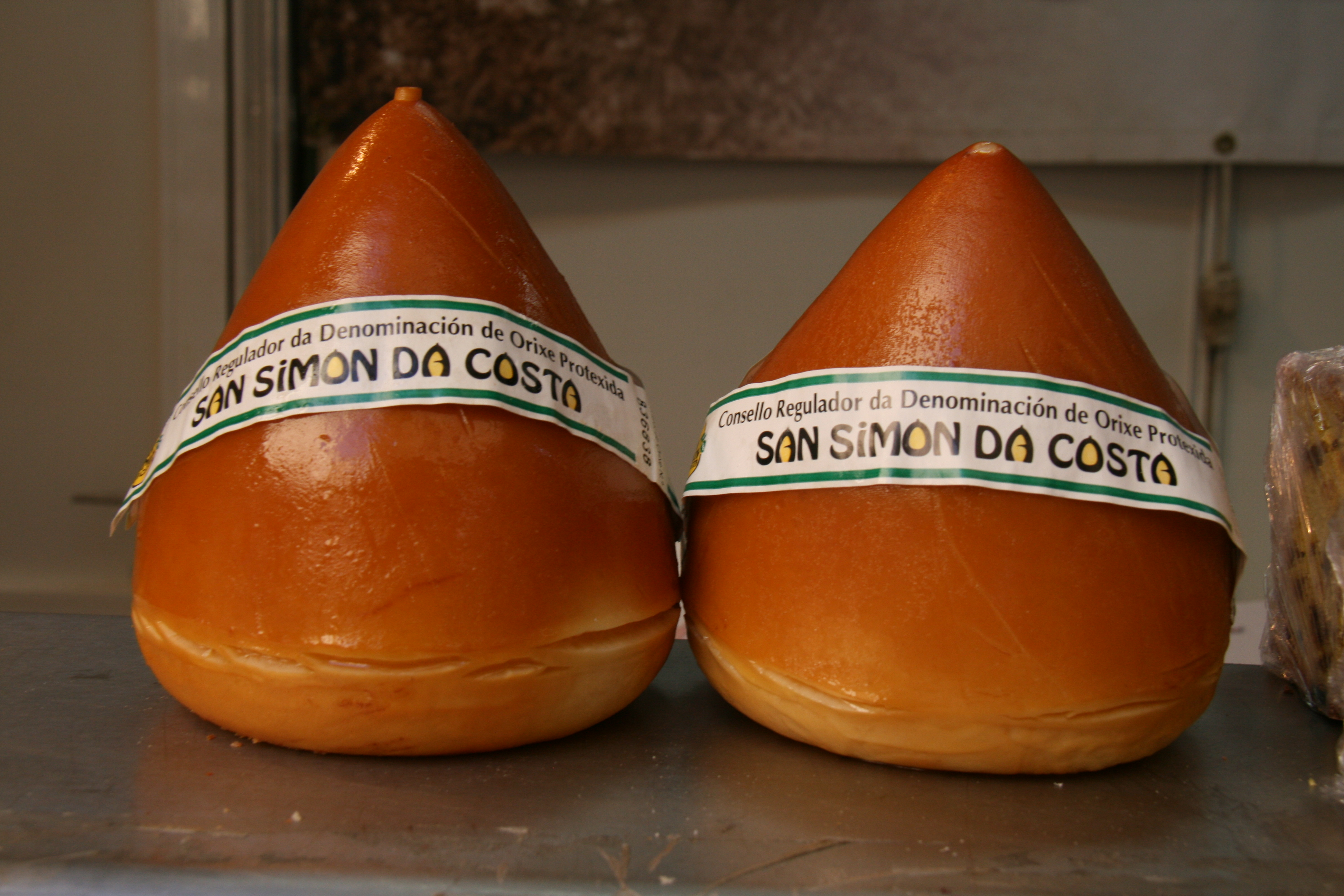
Ser San Simón

San Simón – hiszpański ser wędzony z pasteryzowanego mleka krowiego. Jest charakterystyczny dla regionu Galicia. Posiada unikatowy, stożkowaty kształt.

## Właściwości
Mleko do sporządzania sera pochodzi od krów rasy Rubia gallega, Pardo-Alpina i Frisona. Pojedyncza główka waży około 1–2 kg.
Miąższ półtwardy, skórka gładka i twarda. Właściwości konsumpcyjne uzyskuje się w drodze wędzenia w dymie z drewna brzozowego. Smak jest delikatny, lekko migdałowy, kremowy i nieco słodkawy.

## Zestawienie
Poleca się serwowanie z wiejskim chlebem i miodem lipowym. Pasuje do sałatki z kopru włoskiego, selera i pomarańczy, a także szalotki, cukinii i oliwek. Można łączyć z pieczonymi ziemniakami, daniami mięsnymi i czerwonym winem z regionu la Rioja.